# Laïs
Laïs (Keltisch voor stem) is een Vlaamse folkgroep die bestaat uit Jorunn Bauweraerts en Nathalie Delcroix.

## Geschiedenis
Alhoewel de zangeressen van Laïs afkomstig zijn uit Kalmthout, is de groep ontstaan in Gent. Jorunn Bauweraerts volgde aan het conservatorium jazz-zanglessen bij Ronald Douglas, toen ze Annelies Brosens tegen het lijf liep. Samen met Soetkin Collier, die ze rond 1995 hadden ontmoet op een folkstage in Gooik, besloten ze oude Vlaamse volksliedjes a capella te gaan zingen. Soetkin Collier was amper 18 toen ze vrij snel de groep verliet. Ze werd vervangen door Nathalie Delcroix. De groep is vooral bekend om haar samenzang, waarbij de zangeressen onder meer oude teksten — die tot de middeleeuwen teruggaan — op zelf geschreven melodieën zingen. Ze worden begeleid door zowel moderne instrumenten als oude, zoals hakkebord, draailier en nyckelharpa. De doorbraak kwam er na hun optreden op het folkfestival van Dranouter in 1996. Hun debuut-cd dateert van 1998. Ze traden intussen op in Zuid-Afrika, Canada, Frankrijk (in het voorprogramma van Sting), Nederland en China. In april 2004 brachten ze hun vierde cd Douce Victime uit met daarop onder andere covers van Jacques Brel en Herman van Veen. Ze werd in de legendarische Abbey Road Studios opgenomen en geproduceerd door Wouter Van Belle.
Laïs heeft bij reeks 7 van de televisieserie Flikken het lied Kalima Kadara gezongen tijdens de aftiteling. Sibylle Helmer heeft op het nummer De valse zeeman van Laïs een "nieuwe" volksdans gechoreografeerd. De dans, die duidelijk op de tekst van het lied geïnspireerd is, is in Nederlandse volksdanskringen erg populair. In september 2020 kondigde de groep - na 25 jaar samenzang - het vertrek aan van Annelies Brosens. Sindsdien treden Nathalie Delcroix en Jorunn Bauweraerts verder op als Laïs, dit samen met hun muzikanten.
In 2022 brachten Nathalie Delcroix en Jorunn Bauweraerts een nieuw album uit: 'De Langste Nacht'. Het album is het resultaat van de nieuwe samenwerking tussen het duo en hun partners. Met het album stapt Laïs duidelijk in een nieuwe fase van 'Indiefolk' met Arabische invloeden en breekt ze met haar stijl van traditionele volksmuziek.

## Repertoire
Binnen de volksmuziek in Vlaanderen is Laïs erin geslaagd oude teksten en liederen terug onder de aandacht van het grote publiek te brengen. Laïs maakte oorspronkelijk gebruik van oudere teksten, maar later begon ze ook met coveren van bestaande liederen. Zo is het lied 'De Wanhoop' afkomstig van een bundel oud Vlaamse liederen uit 1848. Hetzelfde geldt bijvoorbeeld ook voor het lied 'Isabelle'. Maar ook bij 'De Wereld Vergaat' werd de tekst van een oud volkslied gebruikt.
Laïs coverde ook verschillende bestaande nummers. Bijvoorbeeld hun lied "Le Renard et la Belette" is in Frankrijk beter gekend onder de naam "Le Loup, le Renard et la Belette". Zij coverden "Niets Is Voor Altijd" van Madou. Het originele lied "Marider" werd volledig overgenomen van de Franse zangeres Rosina de Pèira e Martina. Ook het lied "Tina Vieri" werd volledig overgenomen van Zweedse groep Hedningarna. Maar ook gebruikt de groep melodieën van andere bestaande werken. In hun laatste album De Langste Nacht gebruikt men voor het lied "De Lindenboom" overduidelijk de melodie van "The Hanging of Georgie".
Ook bracht Laïs enkele zelf geschreven nummers uit. Zo werden 'Ik Geniet' geschreven voor de groep.

## Discografie
Singles
- 't Smidje (1998)
- De Ballade Van Boon (1999)
- Dorothea (2001)
- Le Grand Vent (2001)
- Le Renard et la Belette (2002)
- Rinaldo (2004)

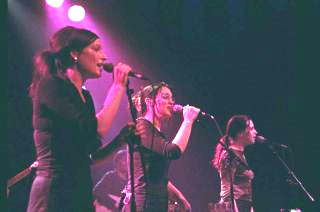
Laïs tijdens een optreden in Amsterdam op 20 januari 2001

- De Klacht van een Verstoten Minnares (2004)
- Kalima Kadara (2005)
- Qui a Tué Grand'maman (2006)
- Joskesong (2007)
- The Lady's Second Song (2007)
- In de Bleke Winterzon (2008)
- Orion (2022)
- Lucia (2022)

Albums
| Album met eventuele hitnotering(en) in de Nederlandse Album Top 100 | Datum van verschijnen | Datum van binnenkomst | Hoogste positie | Aantal weken | Opmerkingen     |
| ------------------------------------------------------------------- | --------------------- | --------------------- | --------------- | ------------ | --------------- |
| Laïs                                                                | 1998                  |                       | onb             |              |                 |
| Dorothea                                                            | 2000                  |                       | onb             |              |                 |
| A la capella                                                        | 2003                  |                       | onb             |              |                 |
| Douce victime                                                       | 2004                  |                       | onb             |              |                 |
| Documenta                                                           | 2006                  |                       | onb             |              |                 |
| The Ladies' Second Song                                             | 2007                  |                       | onb             |              |                 |
| Lenski                                                              | 2009                  |                       | onb             |              |                 |
| Midwinter tales                                                     | 2013                  |                       | onb             |              | In eigen beheer |
| Midwinter tales II                                                  | 2017                  |                       | onb             |              | In eigen beheer |
| 25                                                                  | 2019                  |                       | onb             |              |                 |

| Album(s) met hitnoteringen in de Vlaamse Ultratop 50/100/200 | Datum van verschijnen | Datum van binnenkomst | Hoogste positie | Aantal weken | Opmerkingen |
| ------------------------------------------------------------ | --------------------- | --------------------- | --------------- | ------------ | ----------- |
| Laïs                                                         | 1998                  | 23.01.1999            | 4               | 52           |             |
| Dorothea                                                     | 2000                  | 25.11.2000            | 7               | 48           |             |
| A la Capella                                                 | 2003                  | 19.04.2003            | 9               | 10           |             |
| Douce Victime                                                | 2004                  | 10.04.2004            | 3               | 30           |             |
| Documenta                                                    | 2006                  | 23.09.2006            | 13              | 9            |             |
| The Ladies Second Song                                       | 2007                  | 06.10.2007            | 12              | 20           |             |
| Laïs Lenski                                                  | 2009                  | 21.03.2009            | 15              | 9            |             |
| De langste nacht                                             | 2022                  | 10.09.2022            | 31              | 1*           |             |